# TIGERLILY
TIGERLILY（タイガーリリィ）は、鬼束ちひろが2016年に開催した公演の名称。

## 日程
- 2016年4月8日、10日 -  日本橋三井ホール
- 2016年7月22日 - サンケイホールブリーゼ